# Michail Segal
Michail Segal (Orël, 3 gennaio 1974) è un regista russo.

## Filmografia parziale

### Regista
- Rasskazy (2012)
- Kino pro Alekseeva (2014)
- Glubže! (2020)